# Уайтэйкер, Джон
Джон Уайтакер (англ. John Whiteaker, 4 мая 1820, Дирборн, Индиана — 2 октября 1902, Юджин, штат Орегон) — американский политик, 1-й губернатор Орегона в 1858–1862.
Уроженец Индианы, участник американо-мексиканской войны, затем занимался разведкой во время Калифорнийской золотой лихорадки. После переезда на территорию Орегона Уайтакер занимал должность судьи и был членом законодательного органа. Демократ, Уайтакер был конгрессменом Орегона с 1879 по 1881 год. Он также был президентом Сената штата Орегон и спикером Палаты представителей Орегона.

## Ранние годы
Джон Уайтакер родился 4 мая 1820 г. в округе Дирборн на юго-востоке штата Индиана в семье фермеров. У него было четверо братьев и сестер. Джон был самоучкой, он получил всего шесть месяцев формального образования. Перед тем, как переехать на запад, он выполнял разные работы, был плотником, затем во время мексиканской войны пошел добровольцем на военную службу, хотя его подразделение так и не принимало участие в боевых действиях.

## Карьера

### Золотая лихорадка
В 1849 году Уайтакер присоединился к Калифорнийской золотой лихорадке, сумев достаточно заработать, чтобы переехать с семьей в Орегон. В 1852 году прибыв в Орегон, его семья обосновалась на ферме в южной части долины Уилламетт в округе Лейн. Здесь Уайтакер стал активным участником деятельности Демократической партии, в 1856 году был избран на должность судьи Суда по наследственным делам округа Лейн. Затем, в 1857 году Уайтекер был избран законодателем в Территориальный законодательный орган, представляя округ Лейн в Палате представителей.

### Губернатор Орегона
В 1857 году Орегон готовился к обретению статуса штата, поскольку избиратели только что одобрили конституцию штата. Уайтекер был выбран в качестве кандидата от демократической фракции на первых губернаторских выборах штата, состоявшихся в июне 1858 года. Уайтекер победил с перевесом в 1138 голосов и вступил в должность 8 июля 1858 года. Однако, Уайтекер не вступал в должность до тех пор, пока 14 февраля 1859 года Конгресс не принял закон о статусе штата Орегон. Технически, в Орегоне было два губернатора, поскольку территориальный губернатор Джордж Лоу Карри был юридически ответственным до тех пор, пока правительство штата не получило законных полномочий взять на себя управление.
Придя к власти в штате, новый губернатор намеревался решить вопросы касательно земельных претензий (включая государственные земли). Он также продвигал экономическую политику в пользу развития домашней промышленности, продуктов, которые жители Орегона могли производить самостоятельно. Несмотря на полученное прозвище «Честный Джон», это не изменило его противоречивую позицию по вопросам государственной важности. Уайтекер являлся сторонником рабства, что в свою очередь не нравилось населению, которое в основном склонялось к аболиционистскому лагерю. Во время гражданской войны его оппоненты часто напоминали Уайтэйкеру об этом, называя его предателем.
До 1864 года отдельные штаты сами выбирали дату для празднования Дня Благодарения. В 1859 году губернатор Уайтекер объявил четвертый четверг декабря праздником Дня Благодарения в Орегоне.
В течение своего последнего года на посту губернатора в 1861 году сенатор-республиканец Эдвард Бейкер был убит в битве при Бэллс-Блафф, и Уайтакер на место погибшего Бейкера назначил стойкого приверженца Демократической партии Бенджамина Старка.
На выборах 1862 года демократы не стали выдвигать кандидатуру Уайтекера, и, таким образом, ему пришлось покинуть свой пост. В последующие годы Уайтекер продолжил деятельность в местной политике, выиграв три срока в качестве представителя штата (1866–1870) и выборы в сенат штата в 1876 году. Во время сессии 1868 года он был спикером Палаты представителей штата Орегон. Уайтекер также был президентом Сената Орегона во время сессий 1876 г. и 1878 г..

## Выборы в Конгресс и "поездка Уайтекера"
Уайтекер был избран в Конгресс в 1878 году в качестве представителя штата Орегон по особым поручениям. В палате позиции демократов были слабы, и им требовался один голос, чтобы победу на пост спикера палаты одержал их кандидат. Голосование было необходимо завершить к 18 марта 1879 года. Уайтекер, уже направлявшийся в Вашингтон, получил известие об этой срочности, находясь на пароходе между Портлендом и Сан-Франциско. После приезда в Сан-Франциско 12 марта его встретил железнодорожный агент, который срочно отправил Уайтекера на специальный экспресс Central Pacific Railroad в Окленде. Обычный трансконтинентальный поезд из Окленда в Вашингтон добирался за 25 часов, но поезд Уайтекера смог его догнать. Он прибыл в Вашингтон утром 18 марта, прибыв на голосование вовремя.
В то время поездка стоила $1500, из-за чего политическая оппозиция демократов и средства массовой информации критиковали Уайтекера. Многие называли это «поездкой Уайтекера».
В 1880 году Уайтакер баллотировался на переизбрание в Конгресс, но проиграл республиканцу Мелвину Кларку Джорджу (1379 голосами). После поражения Уайтакер удалился на свою ферму недалеко от Юджина.

## Последние годы
В 1885 году Джона Уайтекера снова вызвали в политику, когда президент Гровер Кливленд назначил его сборщиком доходов штата Орегон в Таможне США в Портленде. Он вернулся в Юджин после 1890 года, купив 10 городских кварталов в центре города, который ныне широко известна как район Уайтекера.

## Личная жизнь
22 августа 1847 года он женился на Нэнси Джейн Харгрейв; у них родилось шестеро детей.
Уайтакер оставался в Юджине до своей смерти 2 октября 1902 года. Он похоронен на Масонском кладбище. В его честь названа начальная школа Уайтакера, а также район Уайтекера в центре города Юджин.